# Apogonia bolikhamsaiana
Apogonia bolikhamsaiana är en skalbaggsart som beskrevs av Kobayashi 2010. Apogonia bolikhamsaiana ingår i släktet Apogonia och familjen Melolonthidae. Inga underarter finns listade i Catalogue of Life.